# 第27回全国中等学校ラグビーフットボール大会
第27回全国中等学校ラグビーフットボール大会（だい27かいぜんこくちゅうとうがっこうラグビーフットボールたいかい）は、1948年（昭和23年）1月に西宮球技場で開催されたラグビー競技大会である。

## 概要
- 中等学校の大会としては最後となり、次回からは高等学校の大会となった。

## 参加チーム
- 函館市立中学校（北海道）（2年連続2回目）
- 秋田県立秋田工業学校（秋田県・実業学校）（2年連続14回目）
- 横浜市立商業学校（神奈川県・実業学校）（初出場）
- 愛知縣一宮中学校（愛知県）（初出場）
- 四條畷中学校（大阪府）（初出場）
- 山口県立山口中学校（山口県）（7年ぶり2回目）
- 徳島県脇町中学校（徳島県）（5年ぶり7回目）
- 熊本県立工業学校（熊本県・実業学校）（初出場）

## 試合結果

### 1回戦
- 秋田工 5-0熊本工
- 山口中 13-0一宮中
- 函館市中 23-0横浜商
- 四条畷中 3-0脇町中

### 準決勝
- 秋田工 11-0山口中
- 函館市中 3-3四条畷中（反則数で函館市中が勝ち抜け）

### 決勝
史上2回目となる同校優勝で秋田工は7大会ぶり3回目の優勝で、函館市中は初優勝。
- 秋田工6-6函館市中